# Gambusia senilis
Gambusia senilis је зракоперка из реда Cyprinodontiformes.

## Угроженост
Ова врста је на нижем степену опасности од изумирања, и сматра се скоро угроженим таксоном.

## Распрострањење
Врста има станиште у Сједињеним Америчким Државама и Мексику.

## Станиште
Станиште врсте су слатководна подручја.